# 護士帽

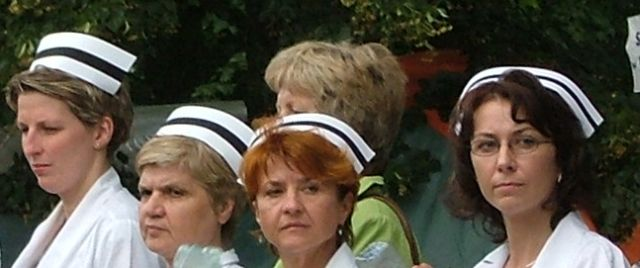
戴著護士帽的護士們

護士帽是女性護士戴的一種帽子，最初的用意是固定女性護士的頭髮，並且展現親和的外觀。男性護士則不會佩戴護士帽。護士帽上的線條及顏色則代表了護士階級及科別。

## 歷史

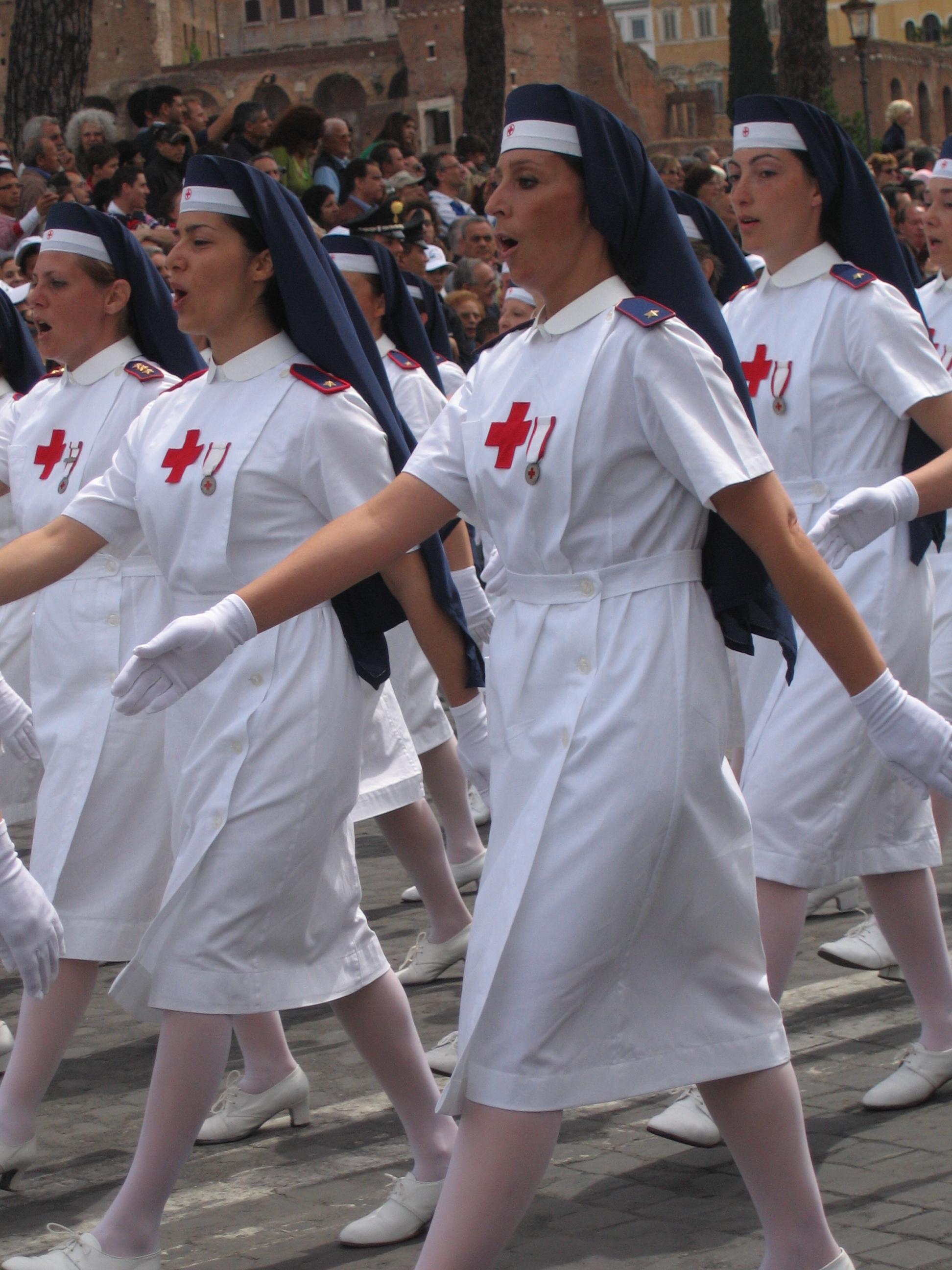
佩戴長帽的護士

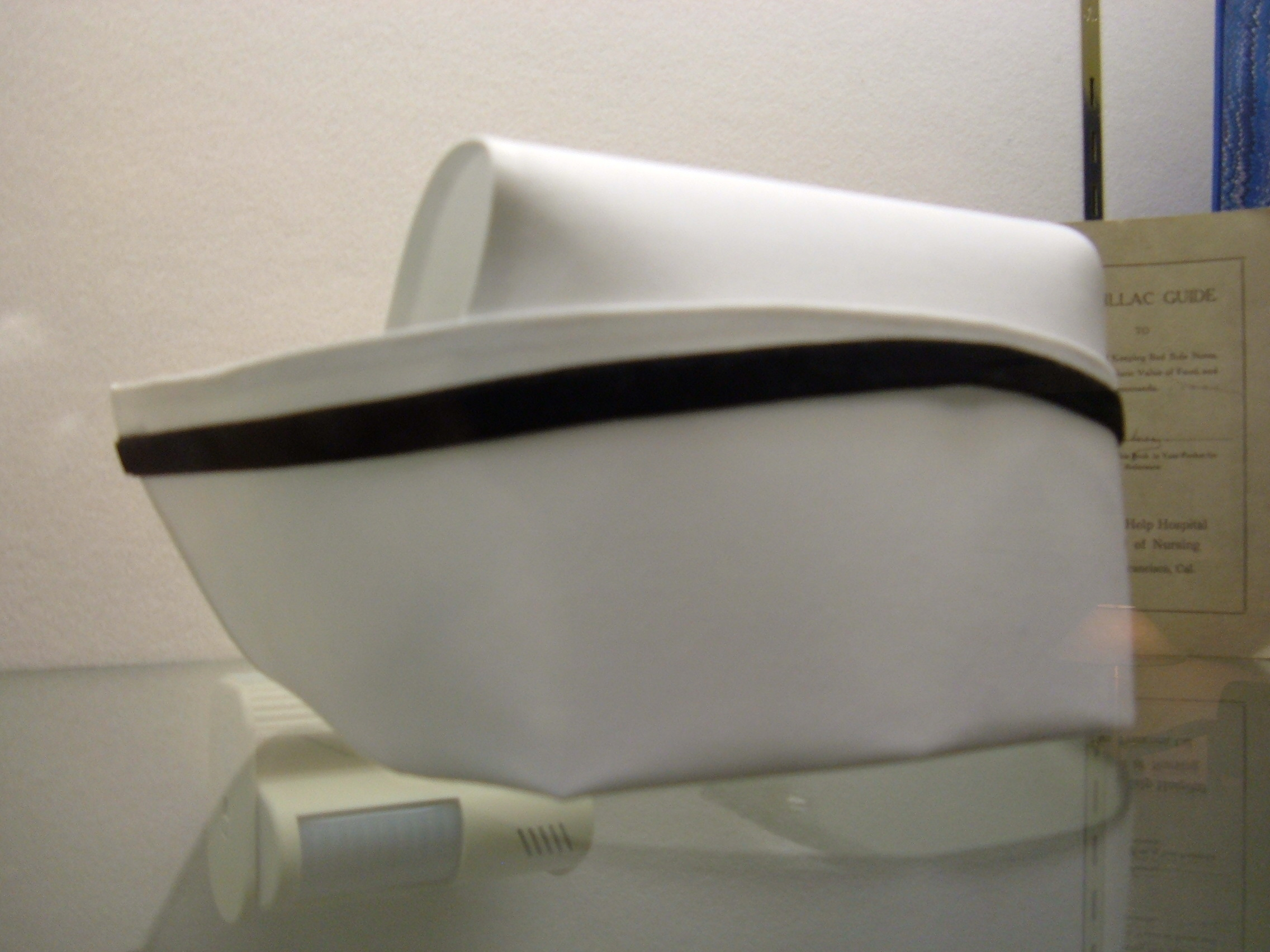
一頂標準的硬帽護士帽

護士帽是來自修女習慣佩戴的罩帽，後來漸漸發展成兩種型式：
- 長帽，後方有布料，能覆蓋護士大部分的頭髮，
- 短帽，也稱硬帽，它由上方蓋著護士的頭髮（常見於英國）。

而最早使用護士帽的記錄是19世紀的南丁格爾。

### 加冠典禮

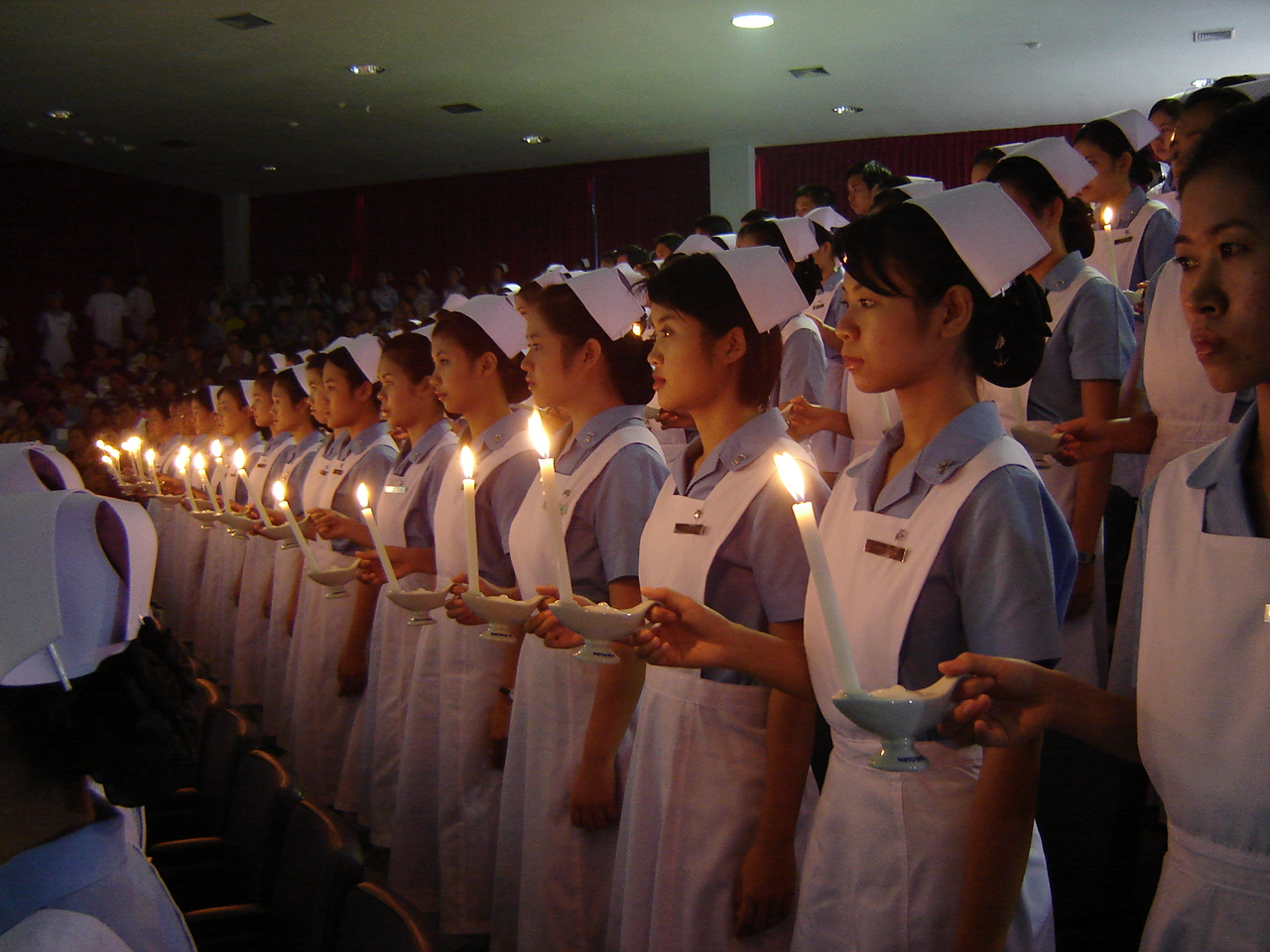
參加加冠典禮的護士們

亞洲地區的護理學校會在學生們準備進入醫院臨床實習前，舉辦加冠典禮。通常時間會定於5月12日護士節的前後，由資深護士或是師長幫護校生們佩戴上護士帽，並點燃蠟燭，朗讀南丁格爾誓言，像徵祝福、期許及薪火相傳之意義。

## 優點

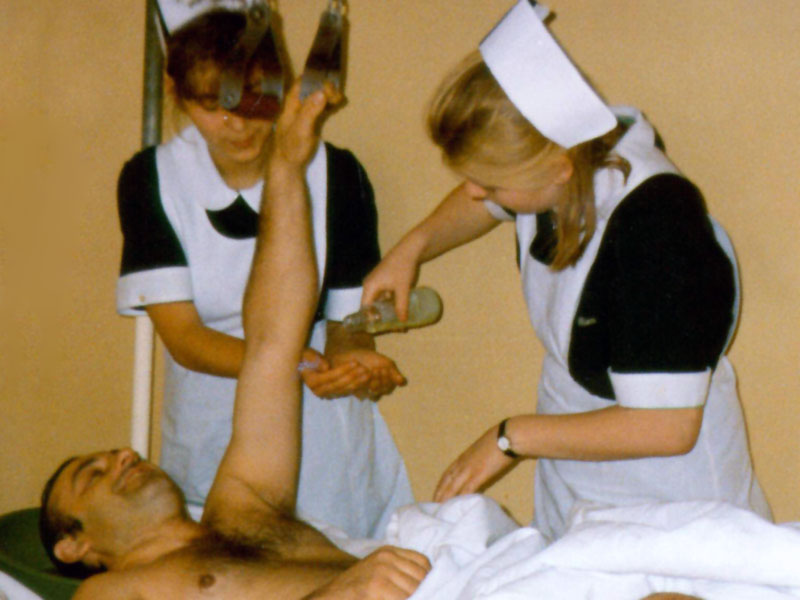
穿著護士服，戴著護士帽的護士正在照顧病患

護士帽是一種世界公認的象徵。它可以讓病患在醫院裡，迅速的從各種醫療人員中辨認出護士。而在台灣，護士們則相信它有避邪的效果，護士帽避邪的象徵，其真正由來並不可考，但是經由有意識(認為它可避邪)的發展，最後變成醫療領域中護理人員認定具有避邪效果的象徵物，戴著它純潔、聖靈，會讓護理人員心生安定的感覺。

## 缺點
護士帽可能是一個潛在的載體，讓細菌和其他致病的病原體可藉由它傳播，引發院內感染、交叉感染

## 護士帽的式微
雖然護士帽在先進國家的醫療設施中被廣泛使用，如美國（以及其他許多國家），但是1980年代末期開始，護士們開始改穿手術服。此外，由於男性護士的數量迅速增長，因此採用男女通用的護士服成為一種必然的選擇。然而，在許多開發中國家裡，女性護士仍占大多數，因此護士帽仍十分常見。
在台灣，目前只剩慈濟醫院體系仍要求護士們佩戴護士帽，其餘醫院都皆停止佩戴護士帽。原因是因為SARS事件期間，護士帽被懷疑會造成院內感染，並且妨礙N95口罩配掛，而穿防護衣時更是完全無法佩戴護士帽，因此許多醫院決定停止佩戴護士帽。

## 外部連結
- Civilization.ca - Symbol of a Profession: One Hundred Years Of Nurses' Caps (專業象徵:細說護士帽百年歷史)（页面存档备份，存于）